# Videoclipe
Um videoclipe é um curta-metragem audiovisual, que integra uma música com imagens e é produzido para fins promocionais ou artísticos. Os vídeos musicais modernos são produzidos e usados principalmente como um dispositivo promocional destinado a fomentar a venda de gravações musicais. Há também casos em que canções são utilizadas em campanhas promocionais que permitem que elas se tornem mais do que apenas uma música. Embora as origens do vídeo musical remontam a curtas-metragens musicais que surgiram pela primeira vez na década de 1920, eles ganharam destaque novamente nos anos 1980, quando a emissora estadunidense MTV (originalmente "Music Television") baseou seu formato no meio. Por essa época, em Portugal usava-se o termo "teledisco", que progressivamente deu lugar ao termo internacional videoclip.
Antes da década de 1980, estes tipos de vídeos foram descritos por vários termos, incluindo "canção ilustrada", "inserção de filme", "filme promocional", "clipe promocional", "vídeo promocional", dentre outros.
Os vídeos musicais se utilizam de uma ampla gama de estilos e técnicas contemporâneas de criação de vídeos com música, incluindo animação, live-action, abordagens documentais e não-narrativas, como filme abstrato. Combinar esses estilos e técnicas se tornou mais popular a fim de se trazer variedade para o público. Muitos vídeos musicais interpretam imagens e cenas das letras da canção, enquanto outros adotam uma abordagem mais temática. Há ainda vídeos produzidos sem conceito, sendo apenas uma versão filmada de uma apresentação ao vivo da canção.

## História e desenvolvimento
Em 1894, os editores de partituras Edward B. Marks e Joe Stern, contrataram o eletricista George Thomas e diversos outros artistas para promover as vendas de sua canção "The Little Lost Child". Utilizando uma lanterna mágica, Thomas projetou uma série de imagens fixas em uma tela simultânea às apresentações ao vivo. Isso se tornaria uma forma popular de entretenimento conhecida como canção ilustrada, o primeiro passo para o vídeo musical.

### 1926–1959: Início, participação do cinema e primeiros registros
Em 1926, com a chegada do cinema sonoro pelo mundo, muitos vídeos musicais curtos foram produzidos. O recurso cinematográfico Vitaphone (produzido pela Warner Bros.) apresentou muitas bandas, vocalistas e dançarinos. O artista de animação Max Fleischer apresentou uma série de desenhos animados de curta duração chamada de Screen Songs, onde convidava o público a cantar junto a canções populares "seguindo uma bola saltitante", algo semelhante a uma moderna máquina de karaokê. Desenhos animados do início da década de 1930 apresentavam músicos populares cantando suas canções de sucesso na câmera em segmentos de ação ao vivo durante os desenhos animados. Os primeiros desenhos animados de Walt Disney, como a série de curtas Silly Symphonies (1929-1939) e especialmente o filme Fantasia (1940), que apresentavam várias interpretações de peças clássicas, foram construídos em torno da música. Os desenhos animados da Warner Bros, até hoje anunciados como Looney Tunes e Merrie Melodies, foram inicialmente criados com canções específicas dos próximos filmes musicais da Warner Bros. Os curtas musicais de live-action, com artistas populares como o cantor Cab Calloway, também foram distribuídos para os cinemas. A cantora de blues Bessie Smith apareceu em um curta-metragem de dois rolos chamado St. Louis Blues (1929) em uma performance dramatizada da canção de mesmo nome. Numerosos outros músicos apareceram em temas musicais curtos durante este período.
Os soundies, produzidos e lançados de 1940 a 1947, eram filmes musicais que frequentemente incluíam pequenas sequências de dança, semelhantes a vídeos musicais posteriores. Em meados da década de 1940, o músico Louis Jordan fez curtas-metragens para suas canções, algumas das quais foram unidas em um longa-metragem, Lookout Sister. Esses filmes foram, segundo o historiador musical Donald Clarke, os "ancestrais" do vídeo musical.

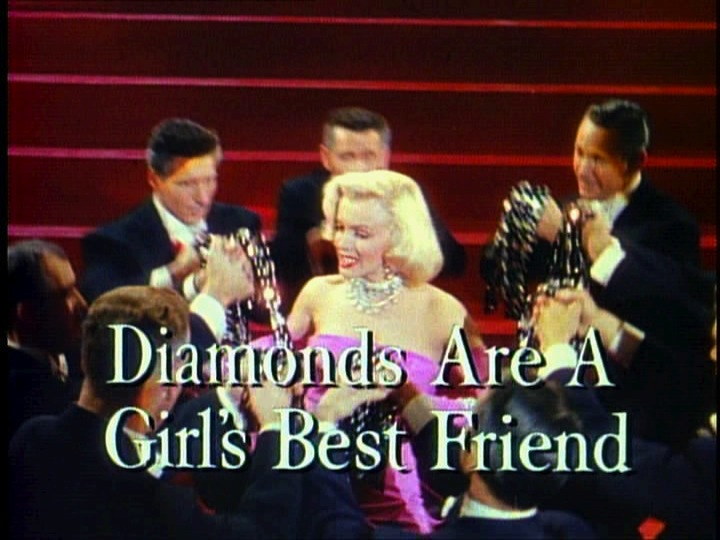
Musicais da década de 1950, tornaram-se influência de diversos vídeos musicais de formato curto.

Os filmes musicais foram outro importante precursor do vídeo musical. Diversos vídeos musicais bem conhecidos utilizaram o estilo dos musicais clássicos de Hollywood das décadas de 1930 a 1950. Um dos exemplos mais conhecidos é o vídeo para "Material Girl" (1985) da cantora Madonna (dirigido por Mary Lambert), que foi modelado em torno do número "Diamonds Are a Girl's Best Friend" coreografado por Jack Cole, pertencente ao filme Gentlemen Prefer Blondes (1953). Diversos vídeos musicais do cantor Michael Jackson, mostram a influência inconfundível de sequências de dança de musicais clássicos de Hollywood, incluindo seus vídeos musicais para "Thriller" (1982) e "Bad" (1987), este último dirigido por Martin Scorsese, que foi influenciado pelas estilizadas "lutas" em forma de dança na versão cinematográfica de West Side Story (1961). De acordo com o Internet Accuracy Project, o cantor e DJ The Big Bopper foi o primeiro artista a cunhar a frase "vídeo musical", em 1959.
Em sua autobiografia, o cantor Tony Bennett afirma ter criado "... o primeiro vídeo musical", quando foi filmado andando pela Serpentine no parque Hyde Park, Londres, em 1956, com o vídeo resultante sendo utilizado para a sua gravação da canção "Stranger in Paradise". O vídeo foi enviado para emissoras de televisão do Reino Unido e dos Estados Unidos e foi ao ar em programas como o American Bandstand de Dick Clark. O exemplo mais antigo de um vídeo musical promocional, com semelhanças com vídeos mais abstratos e modernos parece ser o tcheco "Dáme si do bytu", criado em 1958 e dirigido por Ladislav Rychman.

### 1960–1973: Vídeos promocionais e outros
No final dos anos 1950, o Scopitone, um jukebox visual, foi inventado na França e curtas-metragens foram produzidos por muitos artistas franceses, como Serge Gainsbourg, Françoise Hardy, Jacques Dutronc e o belga Jacques Brel, a fim de acompanhar suas canções. Seu uso se espalhou para outros países e máquinas semelhantes, como a Cinebox na Itália e a Color-Sonic nos Estados Unidos, foram patenteadas. Em 1961, para o programa canadense Singalong Jubilee, Manny Pittson começou a pré-gravar o áudio da música, então ele ia ao local e gravava os músicos dublando, depois editava o áudio e o vídeo juntos. A maioria dos números musicais foram gravados em estúdio no palco, e os "vídeos" com filmagem locais foram produzidos para adicionar variedade. Em 1964, o curta experimental de Kenneth Anger, Scorpio Rising, utilizou canções populares em vez de diálogos.
Em 1964, o produtor da banda The Moody Blues, Alex Murray, queria promover sua versão de "Go Now". O vídeo curto que ele produziu e dirigiu para promover o single, tem um estilo visual marcante que precede por cerca de uma década, o vídeo similar de "Bohemian Rhapsody" (1975) do Queen. Também é anterior ao que os Beatles fizeram com os filmes promocionais de seus singles "Rain" e "Paperback Writer", ambos lançados em 1966. No mesmo período, os Beatles estrelaram seu primeiro longa-metragem, A Hard Day's Night, dirigido por Richard Lester. Filmado em preto-e-branco e apresentado como um pseudodocumentário, intercalava sequências cômicas e de diálogo com números musicais. As sequências musicais forneceram modelos básicos, nos quais inúmeros vídeos musicais seguintes foram modelados. Foi o modelo direto para a bem-sucedida série de televisão estadunidense The Monkees (1966-1968), que consistiu em segmentos filmados e criados para acompanhar várias canções do grupo The Monkees. O segundo filme dos Beatles, Help! (1965), foi uma produção muito mais luxuosa, filmado a cores em Londres e em locais internacionais. A sequência feita para a faixa-título, filmada em preto-e-branco, tornou-se um dos principais arquétipos do moderno vídeo musical de estilo performático, empregando cortes rítmicos, imagens longas e enquadramentos contrastantes, além de filmagens e ângulos de câmera incomuns para a época.

A banda The Beatles em Help!

Em 1965, os Beatles começaram a fazer vídeos promocionais (então conhecidos como "inserções filmadas") para distribuição e transmissão em outros países - principalmente os Estados Unidos - para que pudessem promover seus lançamentos de discos sem ter que fazer aparições em pessoa. Seu primeiro lote de filmes promocionais rodado no fim de 1965 (incluindo seu single atual, "Day Tripper" / "We Can Work It Out"), eram gravações de performance bastante diretas em estúdio e pretendia misturar-se de forma bastante integrada a programas de televisão como Top of the Pops e Hullabaloo. Os vídeos promocionais para "Strawberry Fields Forever" e "Penny Lane", feitos no início de 1967 e dirigidos por Peter Goldman, levaram o formato de filme promocional a um novo nível. Utilizou-se técnicas emprestadas de filmes underground e de vanguarda, incluindo filmagem reversa, câmera lenta, iluminação dramática, ângulos de câmera incomuns e filtragem de cores adicionados na pós-produção.
Em meados da década de 1960, filmes de concertos começaram a ser lançados, como o T.A.M.I. Show em 1964. Além disso, muitas "inserções filmadas" foram produzidas por artistas do Reino Unido para que pudessem ser exibidos na televisão quando as bandas não estavam disponíveis para aparecer ao vivo. O Pink Floyd foi o pioneiro na produção de filmes promocionais para suas canções, incluindo "San Francisco: Film", dirigido por Anthony Stern, "Scarecrow", "Arnold Layne" e "Interstellar Overdrive", este dirigido por Peter Whitehead, que também realizou diversos vídeos pioneiros para o The Rolling Stones entre 1966 e 1968.
No Reino Unido, o The Kinks produziu um dos primeiros vídeos promocionais com um enredo para uma canção. Para seu single "Dead End Street" (1966), foi feito uma miniatura de um filme cômico. A BBC supostamente se recusou a transmitir o vídeo por considerar o mesmo de "de mau gosto". Outros artistas que produziram vídeos promocionais para suas canções durante o período foram The Who, Nancy Sinatra e Roy Orbison. Em 1966, Peter Whitehead dirigiu dois vídeos promocionais dos Rolling Stones, para seu single "Have You Seen Your Mother, Baby, Standing In The Shadow?". No ano seguinte, Whitehead dirigiu o vídeo promocional para o single "We Love You", que contou com filmagens aceleradas da gravação do grupo em estúdio, intercaladas com um julgamento simulado, que claramente alude aos processos em andamento sobre drogas de Mick Jagger e Keith Richards. O grupo também gravou um vídeo promocional em cores para "2000 Light Years From Home", dirigido por Michael Lindsay-Hogg e em 1968, Hogg dirigiu mais três vídeos para seu single "Jumpin' Jack Flash"/"Child Of The Moon".
Durante o final de 1972-73, David Bowie participou de uma série de filmes promocionais dirigidos pelo fotógrafo Mick Rock, que trabalhou extensivamente com Bowie neste período. Rock dirigiu e editou quatro vídeos para promover quatro singles consecutivos de  Bowie:  "John, I'm Only Dancing", "The Jean Genie", o relançamento "Space Oddity" e o único de 1973, "Life on Mars?". O vídeo de "John, I'm Only Dancing", foi feito com um orçamento de duzentos dólares  e filmado no ensaio do concerto Bowie's Rainbow Theatre em 19 de agosto de 1972, ele foi  recusado pela BBC, que supostamente considerou as nuances homossexuais da filmagem como repugnantes, de modo que o programa Top of the Pops substituiu-o por imagens de motociclistas e um dançarino. Assim como diversos gêneros musicais, a música country também pegou a tendência de produzir filmagens promocionais para divulgar suas canções. Sam Lovullo, produtor da série de televisão Hee Haw, afirmou que seu programa apresentou "o que foram, na verdade, os primeiros vídeos musicais", enquanto a JMI Records fez a mesma afirmação com a canção de Don Williams, "The Shelter of Your Eyes" (1973). O historiador de música country Bob Millard, escreveu que a JMI foi pioneira no conceito de vídeo musical de música country ao "produzir um filme de 3 minutos" para acompanhar a música de Williams. Já Lovullo disse que seus vídeos foram conceituados com a equipe do programa indo para áreas rurais próximas e filmando animais e fazendeiros, antes de editar as imagens para se adequar ao enredo de uma canção em particular. No entanto, alguns dos convidados do programa, sentiram que os vídeos tiraram a atenção de suas apresentações ao vivo. A reação mista acabou significando o fim do conceito de "vídeo" no Hee Haw. Entretanto, filmes promocionais para canções de música country, continuaram a ser produzidos.

## Lyric video
Um lyric vídeo (ou videoclipe de letras) é um tipo de videoclipe em que as letras da música são o principal elemento visual. Por serem relativamente fáceis de criar, esses vídeos costumam servir como complemento a um videoclipe mais tradicional.
O videoclipe de "Fall on Me", lançado em 1986 pela banda R.E.M., intercalava as letras da música com imagens abstratas. Em 1987, Prince lançou o vídeo de "Sign o' the Times", que apresentava as palavras da música pulsando no ritmo da canção, ao lado de formas geométricas abstratas, um efeito criado por Bill Konersman. No ano seguinte, foi lançado o videoclipe de "(Nothing But) Flowers", dos Talking Heads, no qual as letras da música apareciam sobrepostas ou ao lado dos membros da banda. Em 1990, George Michael lançou "Praying for Time" como um lyric vídeo, após recusar-se a fazer um videoclipe tradicional; sua gravadora então lançou um clipe simples que exibia as letras da música em uma tela preta.
Os lyric videos ganharam maior destaque na década de 2010, quando se tornou relativamente fácil para os artistas distribuí-los por meio de sites como YouTube. Muitos desses vídeos não apresentam imagens relacionadas ao músico, apenas um fundo com as letras aparecendo à medida que são cantadas. Em 2011, a banda de death metal Krokmitën lançou o primeiro lyric video de um álbum completo, "Alpha-Beta". O vídeo do álbum conceitual trazia imagens pulsando no ritmo da música e tipografia estilizada criada pelo líder da banda, Simlev.
O lyric vídeo de "Closer", dos The Chainsmokers, foi o primeiro a ultrapassar 1 bilhão de visualizações no YouTube, tornando-se o lyric vídeo mais assistido na plataforma. Curiosamente, os The Chainsmokers também detêm o segundo lyric video mais assistido, com "Something Just Like This", em parceria com a banda Coldplay.

## Visualizer
O visualizer foi criado pelo MSN em 2012, como uma ferramenta que gera automaticamente clipes para músicas ouvidas através de streaming. Embora já fosse usado antigamente, ele acabou evoluindo, se transformando em um tipo de vídeo sem estrutura narrativa, geralmente com imagens em looping. Ele começou a ganhar forças por volta de 2018 quando Jaden Smith (que também ajudou a popularizar esse formato no mesmo ano), começou a lançar vários vídeos de música neste formato. Um grande sucesso desse formato é a música “Piece of Your Heart” da banda Medusa, que soma 134 milhões de views no Youtube. Devido a ser um método que está sendo muito convencional, visando que compensa mais produzir um visualizer do que um videoclipe por questões de orçamento, vários artistas internacionais e nacionais utilizam desse formato como Anavitória, Caetano Veloso, Teto, Justin Bieber, Jaden Smith, Jovem Dex e MC Kelvinho.